# Kume (geslacht)
Kume is een geslacht van kreeftachtigen uit de klasse van de Malacostraca (hogere kreeftachtigen).

## Soort
- Kume tigra Naruse & Ng, 2012